# Bedingte Strafe (Schweiz)
Unter bedingter Strafe wird im schweizerischen Strafrecht die Entscheidung eines Gerichts verstanden, eine verhängte Strafe für eine bestimmte Zeit (Probezeit) nicht oder nur zum Teil zu vollstrecken. So wird entweder die gesamte Strafe oder ein Teil davon aufgeschoben. Während der Probezeit hat der Verurteilte die Gelegenheit, das in ihn gesetzte Vertrauen zu rechtfertigen. Wird er innerhalb der Probezeit nicht rückfällig und entzieht sich nicht der Bewährungshilfe, wird die Strafe endgültig erlassen, d. h. nicht vollstreckt.
Die bedingte Strafe ist aus juristischer Sicht nicht, wie vielfach geglaubt oder in den Medien dargestellt, eine Strafart neben bzw. statt einer Geld- oder Freiheitsstrafe («Bewährungsstrafe», «bedingte Strafe»), sondern es wird lediglich die Vollstreckung der Strafe zur Bewährung ausgesetzt. Der eigentliche Strafausspruch besteht trotzdem. Spricht ein Gericht keine bedingte Strafe aus, so wird dies als unbedingte Strafe bezeichnet.
Die bedingte Strafe ist in den Artikeln 42 bis 46 des Schweizerischen Strafgesetzbuches geregelt.
Vergleichbare Rechtsinstrumente existieren in Österreich in Form der bedingten Strafnachsicht und in Deutschland mit der Strafaussetzung zur Bewährung.

## Bedingter Aufschub der gesamten Strafe
Wird jemand zu einer zwei Jahre nicht übersteigenden Freiheitsstrafe verurteilt, so hat das Gericht die Strafe unter Bestimmung einer Probezeit von mindestens zwei und höchstens fünf Jahren aufzuschieben, wenn eine unbedingte Strafe nicht notwendig erscheint, um den Täter von der Begehung weiterer Verbrechen oder Vergehen abzuhalten.
Wurde der Täter in den letzten fünf Jahren bereits zu einer Freiheitsstrafe von mindestens sechs Monaten oder einer Geldstrafe von mindestens 180 Tagessätzen verurteilt, so ist der Aufschub der Strafe auf Ausnahmen beschränkt.
Voraussetzung für die bedingte Nachsicht einer Strafe ist, dass der Bedingung weder spezial- noch generalpräventive Erwägungen entgegenstehen: Ist das Gericht also der Auffassung, dass die Vollstreckung der Strafe notwendig ist, um entweder den Täter selbst oder andere Personen von der Begehung (weiterer) Straftaten abzuhalten, darf es die Strafe nicht bedingt nachsehen, sondern hat sie unbedingt auszusprechen.
Bedingte Strafe bedeutet daher im Ergebnis, dass der Verurteilte (zunächst) die Freiheitsstrafe nicht antreten muss.
In jedem Fall der bedingten Strafe hat das Gericht eine Probezeit zu bestimmen. Wird der Täter während dieser Zeit neuerlich wegen einer Straftat verurteilt, so hat das verurteilende Gericht die bedingte Strafe zu widerrufen, wenn dies geboten erscheint, um den Rechtsbrecher von weiteren strafbaren Handlungen abzuhalten. Der Täter hat in diesem Fall also die (zunächst bedingte und damit aufgeschobene) Freiheitsstrafe zu verbüssen. Auch wenn der Täter sich hartnäckig der Bewährungshilfe entzieht, kann die Verbüssung der Strafe angeordnet werden. Wird die Strafe nicht widerrufen, so ist sie zu erlassen.
Zusätzlich zur bedingten Strafe kann das Gericht immer Weisungen erteilen oder Bewährungshilfe anordnen.

## Bedingter Aufschub eines Teils der Strafe
Eine Freiheitsstrafe von mindestens einem und höchstens drei Jahren kann teilbedingt ausgesprochen werden, wenn das Gericht dies für notwendig hält, um dem Verschulden des Täters Rechnung zu tragen. Die Teilbedingung ist auf die Hälfte der Strafe beschränkt, wobei mindestens sechs Monate jeweils sofort zu vollziehen und aufzuschieben sind. Bei einer Strafe von einem Jahr kann das Gericht also beispielsweise anordnen, dass sechs Monate zu verbüssen und die anderen sechs Monate für eine Probezeit von mindestens zwei Jahren aufzuschieben sind. Ein ähnliches System existiert in Österreich in Form der bedingten Strafnachsicht, während in Deutschland eine Freiheitsstrafe nur komplett zur Bewährung ausgesetzt werden kann.

## Geldstrafen und gemeinnützige Arbeit
Auch die Vollstreckung einer Geldstrafe kann in der beschriebenen Weise ganz oder teilweise aufgeschoben werden. In Deutschland existiert mit der Verwarnung mit Strafvorbehalt eine ähnliche Sanktion.
Die bedingte Geldstrafe wurde 2007 eingeführt und stand stark in der Kritik. 2010 kündigte der Bundesrat ihre Abschaffung an, wozu es jedoch letztlich nicht kam.
Gemeinnützige Arbeit konnte ebenfalls ganz oder teilweise aufgeschoben werden, stellt aber seit 2018 keine eigenständige Strafe mehr dar.

## Bedingte Entlassung
Nicht zu verwechseln ist die bedingte Strafe mit einer bedingten Entlassung gemäss den Artikeln 86 bis 89 des Schweizerischen Strafgesetzbuches. Wurde eine Freiheitsstrafe unbedingt ausgesprochen, ist der Gefangene unter gewissen Voraussetzungen bereits nach zwei Dritteln der Strafe (in Ausnahmefällen bereits nach der Hälfte der Strafe) bedingt zu entlassen. Voraussetzung für eine bedingte Entlassung ist, dass nicht anzunehmen ist, dass der Gefangene weitere Vergehen oder Verbrechen begehen wird und sein Verhalten im Strafvollzug eine bedingte Entlassung rechtfertigt. Primär ist die bedingte Entlassung keine Belohnung für den Gefangenen, sondern sie stellt die letzte Stufe des Strafvollzugs dar und dient dazu, ihn auf ein Leben nach Verbüssung der Freiheitsstrafe vorzubereiten. Dem bedingt Entlassenen wird eine Probezeit auferlegt. Begeht der Entlassene  während dieser Probezeit keine Verbrechen oder Vergehen, wird er endgültig entlassen.